# Lepadicyathus mendeleevi
Lepadicyathus mendeleevi is een straalvinnige vissensoort uit de familie van schildvissen (Gobiesocidae). De wetenschappelijke naam van de soort is voor het eerst geldig gepubliceerd in 2005 door Prokofiev.